# Horst Schumann (Rugbyspieler)
Horst Schumann war ein deutscher Rugbyspieler.

## Leben
Er wurde beim TSV Victoria Linden von 1951 bis 1953 drei Mal Deutscher Meister.
Aufgrund seiner Leistungen ehrte der deutsche Bundespräsident Theodor Heuss Schumann am 7. Juni 1953 mit der Verleihung des Silbernen Lorbeerblattes.